# Agrostis vernalis
Agrostis vernalis é uma espécie de gramínea do gênero Agrostis, pertencente à família Poaceae.